# Фалькенгаген, Адольф Данилович
Адольф Данилович Фалькенгаген (1821—1880) — русский военный инженер, участник Кавказских походов.
Из дворян Волынской губернии, вероисповедания римско-католического, родился в 1821 г., Воспитание получил в Главном (впоследствии Николаевском) инженерном училище, куда поступил 20 сентября 1836 г. в кондукторскую роту.
Произведённый в 1841 г. в прапорщики полевых инженеров, но оставленный, для продолжения курса наук, в нижнем офицерском классе (впоследствии Николаевская инженерная академия), Фалькенгаген уже в 1842 г. был выпущен, до окончания полного курса, в действительную службу и назначен в Варшавскую инженерную команду, а в следующем году — в Брест-Литовскую, где и прослужил до назначения, в 1848 г., в управление 3-м отделением Черноморской береговой линии.
В 1850 произведён в поручики, а два года спустя переведен на Кавказ в Грузинский инженерный корпус с зачислением в Тифлисскую инженерную команду.
С переводом на Кавказ начинается для Фалькенгагена боевая служба: он был прикомандирован в распоряжение командующего войсками в Прикаспийском крае и, состоя все время при Дагестанском отряде, участвовал во всех делах против горцев до 25 августа 1859 г., то есть до взятия штурмом Гуниба и пленения Шамиля.
За выказанную во время военных действий храбрость и распорядительность Фалькенгаген в 1856 г. награждён орденом св. Анны 3-й степени, в 1856 произведён в штабс-капитаны и в 1857 г. пожалован золотой саблей с надписью «за храбрость».
В 1858 г. он был назначен исправляющим должность инспектора работ военного инженерного управления Кавказской армии, в 1859 г. за отличие по службе произведён в капитаны и назначен строителем Петровского порта, продолжая состоять в Дагестанском отряде и принимая участие в военных действиях этого года.
В 1861 г. произведён в подполковники, в 1865 г. — в полковники, с назначением на должность начальника Дагестанской инженерной дистанции.
Пожалованный в 1869 г. бриллиантовым перстнем, Фалькенгаген в следующем году был переведен в Санкт-Петербург в распоряжение начальника инженеров, с прикомандированием для занятий к Главному инженерному управлению.
В 1871 г. 25 марта уволен, по болезни, в отставку, с производством в генерал-майоры, прослужив 35 лет в инженерном корпусе, из них 23 года на Кавказе.
Умер 15 декабря 1880 г., похоронен в Санкт-Петербурге в Новодевичьем монастыре.